# Šárka Svobodná
Šárka Svobodná (* 1988 Praha) je česká závodnice v orientačním běhu, v letech 2006–2010 bývala reprezentantkou České republiky. Mezi její největší úspěchy na mezinárodní scéně patří 2. místo z juniorského mistrovství světa 2007. V současnosti běhá za český klub Oddíl OB Kotlárka.

## Sportovní kariéra

### Umístění na MS a ME
| Přehled úspěchů na Mistrovství světa | Přehled úspěchů na Mistrovství světa | Přehled úspěchů na Mistrovství světa | Přehled úspěchů na Mistrovství světa | Přehled úspěchů na Mistrovství světa |
| Mistrovství světa                    | Sprint                               | Middle                               | Long                                 | Štafety                              |
| ------------------------------------ | ------------------------------------ | ------------------------------------ | ------------------------------------ | ------------------------------------ |
| Trondheim 2010                       | 23. místo                            | X                                    | X                                    | X                                    |

| Přehled úspěchů na Mistrovství Evropy | Přehled úspěchů na Mistrovství Evropy | Přehled úspěchů na Mistrovství Evropy | Přehled úspěchů na Mistrovství Evropy | Přehled úspěchů na Mistrovství Evropy |
| Mistrovství Evropy                    | Sprint                                | Middle                                | Long                                  | Štafety                               |
| ------------------------------------- | ------------------------------------- | ------------------------------------- | ------------------------------------- | ------------------------------------- |
| Primorsko 2010                        | 15. místo                             | 11. místo                             | 16. místo                             | 6. místo                              |

| Přehled úspěchů na Mistrovství světa juniorů | Přehled úspěchů na Mistrovství světa juniorů | Přehled úspěchů na Mistrovství světa juniorů | Přehled úspěchů na Mistrovství světa juniorů | Přehled úspěchů na Mistrovství světa juniorů |
| Mistrovství světa juniorů                    | Sprint                                       | Middle                                       | Long                                         | Štafety                                      |
| -------------------------------------------- | -------------------------------------------- | -------------------------------------------- | -------------------------------------------- | -------------------------------------------- |
| Dubbo 2006                                   | 2. místo                                     | 8. místo                                     | 18. místo                                    | 5. místo                                     |

### Umístění na MČR
| Umístění na Mistrovství České republiky v orientačním běhu | Umístění na Mistrovství České republiky v orientačním běhu | Umístění na Mistrovství České republiky v orientačním běhu | Umístění na Mistrovství České republiky v orientačním běhu | Umístění na Mistrovství České republiky v orientačním běhu | Umístění na Mistrovství České republiky v orientačním běhu | Umístění na Mistrovství České republiky v orientačním běhu |
| Ročník                                                     | Kategorie                                                  | Klasická trať                                              | Krátká trať                                                | Sprint                                                     | Dlouhá trať                                                | Noční                                                      |
| ---------------------------------------------------------- | ---------------------------------------------------------- | ---------------------------------------------------------- | ---------------------------------------------------------- | ---------------------------------------------------------- | ---------------------------------------------------------- | ---------------------------------------------------------- |
| MČR 2002                                                   | D16 – mladší dorostenky                                    | 27. místo                                                  |                                                            |                                                            |                                                            |                                                            |
| MČR 2003                                                   | D16 – mladší dorostenky                                    | 2. místo                                                   |                                                            |                                                            |                                                            |                                                            |
| MČR 2004                                                   | D16 – mladší dorostenky                                    | 12. místo                                                  | 2. místo                                                   | 8. místo                                                   |                                                            |                                                            |
| MČR 2004                                                   | D18 – starší dorostenky                                    |                                                            |                                                            |                                                            | 15. místo                                                  |                                                            |
| MČR 2005                                                   | D18 – starší dorostenky                                    | 6. místo                                                   | 1. místo                                                   | 1. místo                                                   | 13. místo                                                  |                                                            |
| MČR 2006                                                   | D18 – starší dorostenky                                    | 1. místo                                                   | 12. místo                                                  | 4. místo                                                   |                                                            |                                                            |
| MČR 2007                                                   | D20 – juniorky                                             | 3. místo                                                   | 1. místo                                                   | 2. místo                                                   | 9. místo                                                   |                                                            |
| MČR 2008                                                   | D20 – juniorky                                             | 5. místo                                                   | 4. místo                                                   |                                                            | 1. místo                                                   |                                                            |
| MČR 2009                                                   | D21 – ženy                                                 | 13. místo                                                  | 18. místo                                                  | 3. místo                                                   | 8. místo                                                   |                                                            |
| MČR 2010                                                   | D21 – ženy                                                 | 15. místo                                                  | 6. místo                                                   | 11. místo                                                  | 2. místo                                                   |                                                            |
| MČR 2011                                                   | D21 – ženy                                                 | 6. místo                                                   | 10. místo                                                  | 3. místo                                                   |                                                            |                                                            |
| MČR 2012                                                   | D21 – ženy                                                 | 16. místo                                                  |                                                            |                                                            |                                                            |                                                            |
| MČR 2013                                                   | D21 – ženy                                                 | 22. místo                                                  |                                                            | 6. místo                                                   |                                                            |                                                            |
| MČR 2014                                                   | D21 – ženy                                                 |                                                            |                                                            | 8. místo                                                   |                                                            |                                                            |
| MČR 2015                                                   | D21 – ženy                                                 |                                                            |                                                            | 10. místo                                                  |                                                            |                                                            |